# Сон Сципиона
«Сон Сципиона» (лат. Somnium Scipionis) — шестая и последняя книга труда «О государстве» Цицерона. Представляет собой вымышленное сновидение римского военачальника Сципиона Эмилиана, произошедшее за два года до уничтожения Карфагена в 146 году до н. э. под его командованием.

## Содержание
По прибытии Сципиона Эмилиана в Африку, его посещает умерший приёмный дед, Сципион Африканский, герой Второй Пунической войны. Он предсказывает будущее своего внука, подчёркивая его долг как римского солдата и посмертное вознаграждение за его исполнение. Тем не менее, Сципион Эмилиан видит Рим всего лишь частью Земли, которая, в свою очередь, незначительна перед звёздами.
Затем следует традиционное изложение пифагорейской космологии — так называемой гармонии сфер, при этом космическая музыка проецируется и на человеческую деятельность.

## Русские переводы
- «Сновидение Сципиона» («О государстве», VI, 9—29) — в переводе А. Шарбе (Казань, 1853) // Цицеронъ М.Т. Сновидѣнiе Сципiона // Ученыя записки, издаваемыя Императорскимъ Казанскимъ Университетомъ.- 1853.- Книжка III.- С.13-60
- Русский перевод. Ф. Петровский: «Сборники Московского Меркурия по истории литературы и искусства» (1917)
- В составе трактата "О государстве" целиком:
  - Баку, 1928 (пер. Б. П. Яблонко)
  - в 1966 в серии «Литературные памятники» (В. О. Горенштейн).